# Bara bada bastu
"Bara bada bastu" is een nummer van KAJ, een groep uit de Zweedstalige minderheid in Finland, uitgebracht als single op 21 februari 2025 via Warner Music Sweden.  Het lied werd geschreven door de groep samen met Anderz Wrethov, Kristofer Strandberg en Robert Skowronski. Nadat het lied Melodifestivalen 2025 won met de meeste televotingpunten in de geschiedenis van de competitie, werd het afgevaardigd voor Zweden op het Eurovisiesongfestival van 2025 waar het nummer vierde is geworden in de finale.
Een komisch epadunklied dat de Finse saunacultuur viert. De tekst is in het Vörå-dialect van het Fins-Zweeds, met een paar woorden in het Fins. Het is het eerste Zweedstalige liedje op het Eurovisiesongfestival sinds 2012 en het eerste Zweedse nummer dat Zweden vertegenwoordigt sinds 1998. Bara bada bastu werd geprezen om zijn aanstekelijkheid en omdat het nummer erg verschilt met de voorgaande Zweedse inzendingen. Het nummer ging voor het festival viraal op sociale media en bereikte de nummer één positie in zowel Zweden als Finland.

## Melodifestivalen 2025

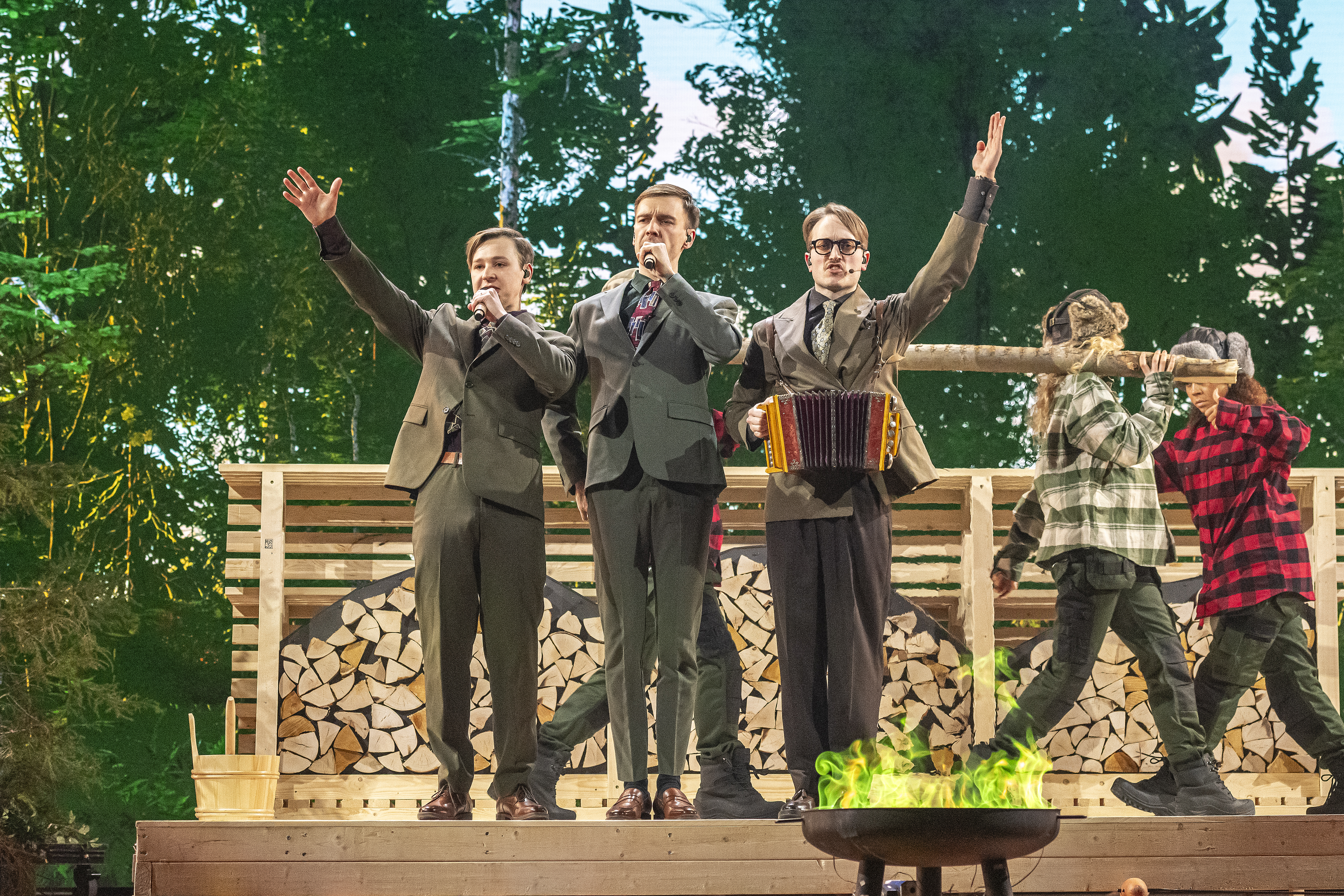
KAJ zingt Bara bada bastu in Malmö

Sveriges Television (SVT), de Zweedse omroeporganisatie voor het Eurovisiesongfestival, organiseerde Melodifestivalen 2025. In totaal deden er 30 deelnemers mee, waarbij KAJ op 22 februari 2025 optrad tijdens de vierde halve finale in Malmö.  KAJ werd tweede in hun serie en kwalificeerde zich rechtstreeks voor de finale, die op 8 maart in Stockholm plaatsvond. In de finale behaalden ze de tweede plaats bij de internationale jury en de eerste plaats bij de televoting, waardoor ze uiteindelijk de competitie wonnen met 164 punten. KAJ ontving 4.305.774 stemmen, het hoogste aantal stemmen in de geschiedenis van de competitie, waarmee het vorige record van 3.783.148 stemmen van Loreen's "Tattoo" van Melodifestivalen 2023 werd overtroffen.  
Voor hun worden de leden van KAJ omringd door echte sparrenbomen en zingen ze het lied voor een houthok, dat later wordt omgebouwd tot sauna. Daarnaast wordt er op het podium een echte falukorv gegrild, en dansers in flanellen overhemden hakken hout om zich later om te kleden in handdoeken en te dansen met saunakloppers. De sets zouden in totaal 166 000 SEK kosten om te bouwen.  
Op 13 mei 2025 kwalificeerde het nummer zich voor de grote finale op 17 mei 2025, waar de groep volgens de bookmakers een grote kans maakte op de overwinning, maar uiteindelijk als vierde eindigde. 